# Cucharón (metalurgia)

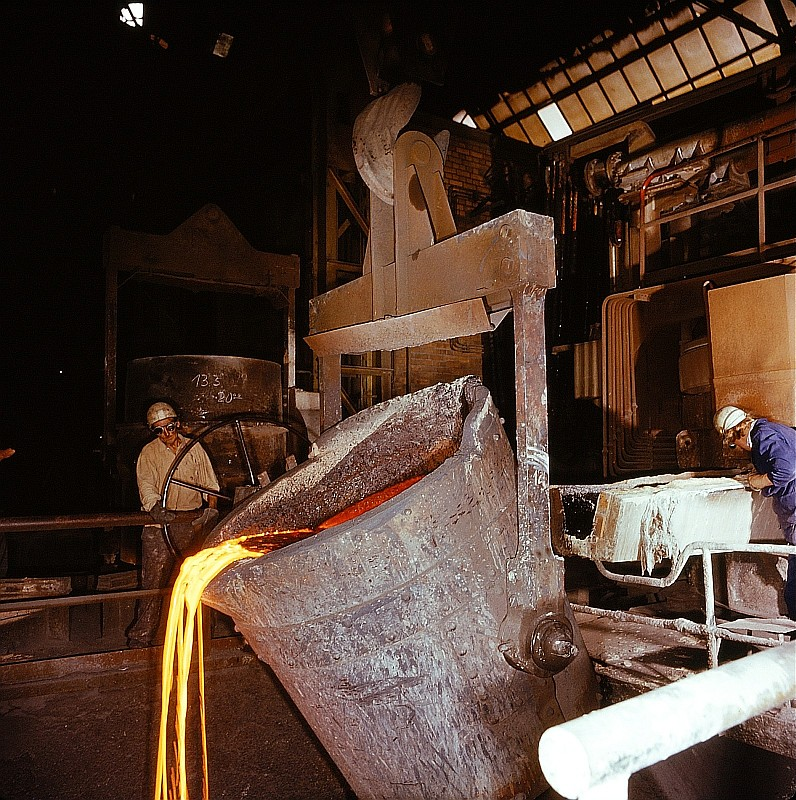
Cucharón recto utilizado en metalurgia con un labio para verter el material fundido

En metalurgia, un cucharón (también denominado cuchara, cuba, cubilote o cangilón) es un contenedor de metal interiormente recubierto con material refractario, utilizado para trasegar metal fundido. Su capacidad varía mucho, desde 20 kilogramos en las fundiciones, hasta más de 350 toneladas en las grandes acerías. Su morfología también presenta diferentes configuraciones, y aunque generalmente son cilíndricos (cucharones rectos), también los hay con forma de barril.
Se debe tener en cuenta que la lechada fundida se transporta en "tanques de escoria", de forma más acampanada y recubiertos con un desmoldeante simple. Cuando se trabaja con cantidades muy pequeñas de metal líquido o metales preciosos, el manejo del metal fundido se realiza con un crisol, que es un recipiente de material refractario sin envoltura metálica.

## Cucharones rectos
Los cucharones rectos tienen forma cilíndrica. Sirven como reactores químicos para las operaciones de metalurgia en cubilote, así como también como medio de transporte y almacenamiento de las aleaciones durante las operaciones de fundición.
Se transportan utilizando un puente-grúa o en vagones de ferrocarril especialmente diseñados al efecto. Para suspenderlos en un puente grúa disponen de dos muñones fijados al cinturón (un grueso anillo de acero) que rodea la cuba. A veces están equipados con unas gruesas cadenas que se insertan entre los muñones y los ganchos del puente grúa, lo que facilita el enganche independientemente de la inclinación del cubilote.
Se vacían basculándolos (para lo que el cucharón tiene en su parte superior un labio con forma de pico) o bien mediante un orificio controlado por un mecanismo de obturación deslizante o giratorio que permite un control preciso del flujo de metal fundido.
|  |  |  |  |

## Vagón torpedo

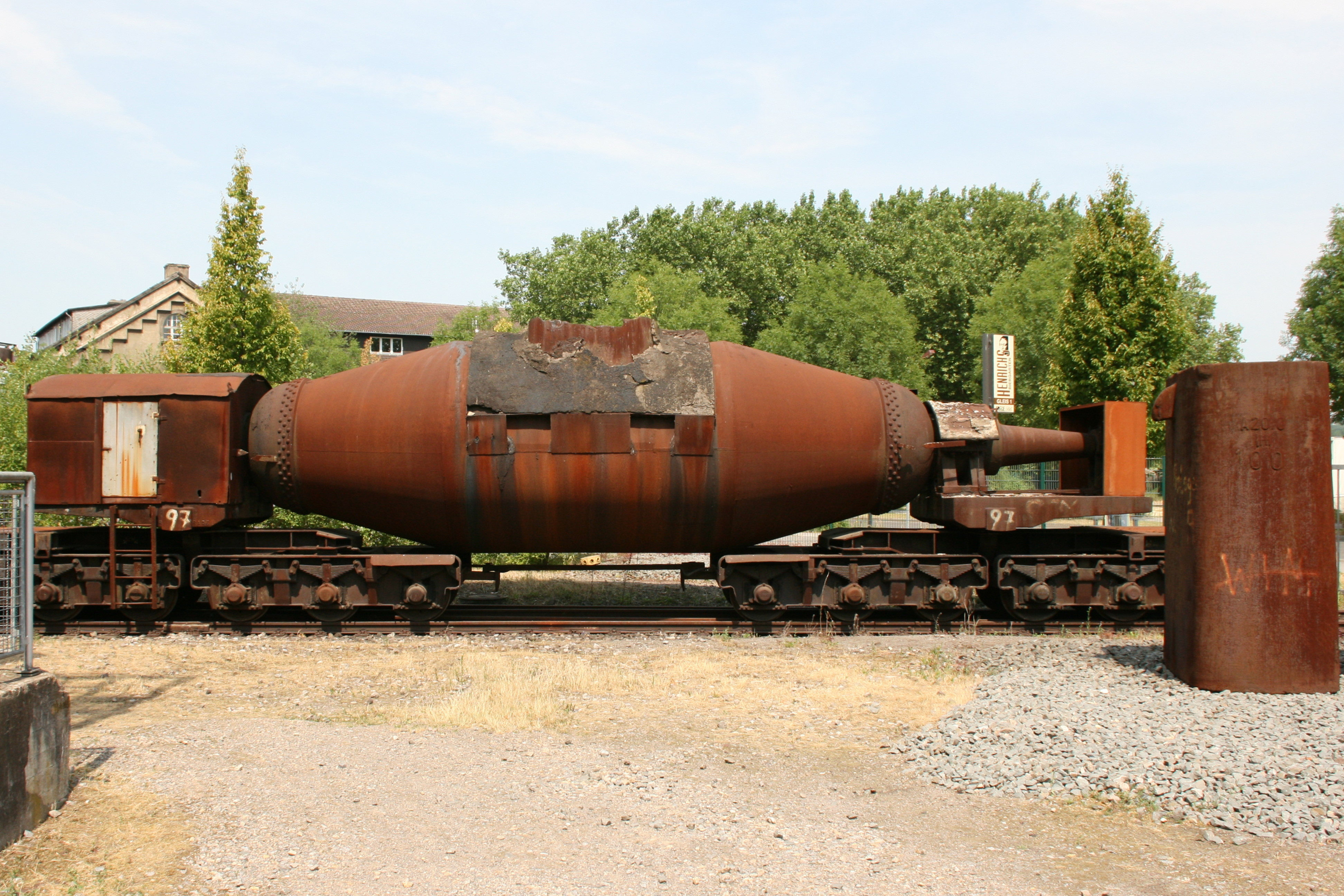
Vagón torpedo utilizado para el transporte de arrabio

Los vagones torpedo se utilizan principalmente para el transporte de arrabio en estado líquido. Su forma proporciona un buen aislamiento térmico (pueden almacenar el material fundido muy caliente durante unos días) y una buena seguridad en caso de accidente. Su capacidad varía entre 75 y 350 toneladas. Se vacían por basculación.